# 生田與克
生田 與克（いくた よしかつ、1962年〈昭和37年〉10月1日 - ）は、日本の実業家。一般社団法人シーフードスマート代表理事。従兄は元サッカー選手、Jリーグチーム監督、サッカー解説者の松木安太郎。
魚食文化の発信に積極的である。政治番組に出演し、参議院議員を志した。

## 来歴
東京都中央区月島出身。1981年3月、暁星中学校・高等学校卒業後、家業である築地市場場内のマグロ仲卸、有限会社鈴与を3代目として継ぐ。その後、講演会や執筆、ホームページ運営など、魚食の普及に努め、魚河岸の歴史と食文化を伝える「語り部」として活動する。2008年、株式会社国際魚食研究所の代表となり、「魚食スペシャリスト検定」を立上げ。同年11月23日に第1回魚食スペシャリスト検定3級試験を都内2カ所で開催。その後、2014年7月8日に一般社団法人シーフードスマートに移行し代表理事を務める。2016年2月1から3日にかけて、イタリアシチリア島南のマルタ共和国にて、開催された「シーフードサミット2016」にてパネルディスカッションの招待講演を行った。2011年、東京青年会議所の仲間で大田市場の仲卸、株式会社「山邦」の3代目であった、平将明衆議院議員と自由民主党のWebストリーミング番組に共演し、2020年時点で配信中。2021年、内閣官房情報通信技術（IT）総合戦略室「デジタルの日」検討委員会構成員。
第24回参議院議員通常選挙にて、自民党の公認公募候補を決める「オープンエントリー」プロジェクト2016にエントリーし、ファイナリストまで残ったが、候補には選出されなかった。
2021年に文化人放送局を退職する際「もう政治番組はコリゴリ」と述べ、政治関係の放送からは引退するとした。

### 築地市場から豊洲市場への移転問題
築地市場移転問題では、従来の築地市場にトラック流通面の不便性や施設の老朽化、衛生面などの問題があるとして、豊洲市場への移転推進の立場をとる。2017年4月26日には「土壌対策上の不安」により移転延期を決定した東京都に対する住民監査請求に加わったものの、都から棄却されている。その後、同年6月6日に都庁会見室で記者会見を行い、小池百合子東京都知事に対し、豊洲市場移転延期に伴う維持管理費約1億8000万円について民事請求する住民訴訟を起こした事を発表した。東京地裁は2019年2月26日、小池に裁量権の逸脱があったとは言えないとして、原告側の請求を棄却した。

## 著作

### 単著
- 『日本一うまい魚の食べ方』中経出版、2005年12月、175頁。ISBN 978-4806123354。
- 『日本一うまい魚のごはん―築地魚河岸の若旦那が教える』中経出版、2007年10月、207頁。ISBN 978-4594046576。
- 『魚をさばく―築地魚河岸直伝』NHK出版、2009年2月、95頁。ISBN 978-4141870388。
- 『たまらねぇ場所築地魚河岸』学研教育出版、2010年1月、222頁。ISBN 978-4054043831。
- 『おいしい魚の目利きと食べ方―築地魚河岸仲卸直伝』PHP研究所、2010年12月、187頁。ISBN 978-4569792071。
- 『あんなに大きかったホッケがなぜこんなに小さくなったのか』角川学芸出版、2015年1月23日、191頁。ISBN 978-4046539809。

### 共著
- 『魚食スペシャリスト検定3級に面白いほど受かる本』中経出版、2008年9月、256頁。ISBN 978-4870314825。
- 『築地魚河岸 ことばの話 読んで味わう「粋」と「意気」』大修館書店、2009年9月14日、176頁。ISBN 978-4469222043。
- 『築地じこみの魚の肴』東京書籍、2009年12月18日、135頁。ISBN 978-4487804139。
- 『報道特注（本）』育鵬社、2017年11月3日。ISBN 978-4594078461。

## 出演番組

### テレビ

#### レギュラー
- バイタルTV（BS-TBS）- 2017年5月4日 - ※『生田よしかつの一年中魚だけ食べるテレビ』

#### 不定期出演
- おかずのクッキング（テレビ朝日）
- おもいっきりイイテレビ（日本テレビ）
- BSフジLIVE プライムニュース（BSフジ）
- ビートたけしのTVタックル（テレビ朝日）
- 橋下×羽鳥の番組（テレビ朝日）
- 朝まで生テレビ!（テレビ朝日）
- モーニングバード（テレビ朝日）
- 視点・論点（NHK総合） - 2015年4月9日
- BSニュース 日経プラス10（BSジャパン） - 2016年8月23日
- 美女学（テレビ東京）
- となりのマエストロ（TBSテレビ）
- 所さんの学校では教えてくれないそこんトコロ!（テレビ東京）
- となりの子育て（NHK教育テレビジョン）
- カルチャーSHOwQ〜21世紀テレビ検定〜（東名阪ネット6）
- バイキング（フジテレビ）
- 深層NEWS（BS日テレ）

#### インターネット映像配信
- AbemaPrime（AbemaNews）
- みのもんたのよるバズ!（AbemaNews）
- 真相深入り!虎ノ門ニュース（DHCテレビ）
- 原宿アベニュー（AbemaNews）- 2018年3月24日※「議員GO」のコーナーにて「Cafe Sta」配信中突撃取材後、平将明と共演
- 報道特注（文化人放送局）※司会
- いくバズ（文化人放送局）
- イクちゃん・加トちゃん（文化人放送局）
- 月曜カフェスタトーク（自由民主党広報 Café Sta）
- 平・木原の地上波いらず（YouTube 魚屋のおっチャンネル）

### ラジオ

#### 不定期出演
- ENEOSプレゼンツ あさナビ（ニッポン放送）- 2015年8月17日 - 8月21日
- AGES 〜エイジス〜（ニッポン放送） - 2012年10月10日
- 上柳昌彦・山瀬まみ ごごばん!フライデースペシャル（ニッポン放送） - 2015年3月13日
- 土曜朝イチエンタ。堀尾正明+PLUS!（TBSラジオ）
- 高田文夫のラジオビバリー昼ズ（ニッポン放送） - 2015年12月1日
- 上柳昌彦 あさぼらけ（ニッポン放送） - 2018年10月10日※豊洲市場開場日の為、電話中継
- 飯田浩司のOK! Cozy up!（ニッポン放送） - 2018年11月12日※「モーニング ライフ UP!」電話中継

## その他

### CM
- スピードラーニング[17]（2014年）
- サントリーセサミンEX